# Duitsland op de Olympische Zomerspelen 2008
Duitsland nam deel aan de Olympische Zomerspelen 2008 in Peking, China. Duitsland debuteerde op de eerste Zomerspelen in 1896 en deed in 2008 voor de veertiende keer mee.
In vergelijking met de vorige Spelen werd meer goud gewonnen maar minder medailles in totaal.

## Medailleoverzicht
| Sport            | Olympiër | Discipline               | Medaille |
| ---------------- | --- | ------------------------ | -------- |
| Gewichtheffen    | Matthias Steiner | +105kg (m)               | Goud     |
| Hockey           | Sebastian Biederlack Max Weinhold Moritz Fürste Timo Weß Tobias Hauke Benjamin Weß Florian Keller Tibor Weißenborn Oliver Korn Philip Witte Niklas Meinert Matthias Witthaus Maximilian Müller Christopher Zeller Carlos Nevado Philipp Zeller                                      | mannen                   |          |
| Judo             | Ole Bischof | -81kg (m)                |          |
| Kanovaren        | Alexander Grimm | K-1 slalom (m)           |          |
| Kanovaren        | Martin Hollstein Andreas Ihle | K-2 1000m (m)            |          |
| Kanovaren        | Fanny Fischer Nicole Reinhardt Katrin Wagner-Augustin Conny Waßmuth | K-4 500m (v)             |          |
| Moderne vijfkamp | Lena Schöneborn | vrouwen                  |          |
| Paardensport     | Hinrich Romeike | eventing individueel     |          |
| Paardensport     | Hinrich Romeike Peter Thomsen Frank Ostholt Andreas Dibowski Ingrid Klimke | eventing team            |          |
| Paardensport     | Heike Kemmer Nadine Capellmann Isabell Werth | dressuur team            |          |
| Schermen         | Benjamin Kleibrink | floret (m)               |          |
| Schermen         | Britta Heidemann | degen (v)                |          |
| Triatlon         | Jan Frodeno | mannen                   |          |
| Wielersport      | Sabine Spitz | mountainbike (v)         |          |
| Zwemmen          | Britta Steffen | 50m vrije slag (v)       |          |
| Zwemmen          | Britta Steffen | 100m vrije slag (v)      |          |
| Atletiek         | Christina Obergföll | speerwerpen (v)          | Zilver   |
| Gymnastiek       | Oksana Tsjoesovitina | sprong (v)               |          |
| Kanovaren        | Christian Gille Tomasz Wylenzek | C-2 1000m (m)            |          |
| Kanovaren        | Ronald Rauhe Tim Wieskötter | K-2 500m (m)             |          |
| Paardensport     | Isabell Werth | dressuur individueel     |          |
| Roeien           | Christiane Huth Annekatrin Thiel | dubbel-twee (v)          |          |
| Schietsport      | Ralf Schumann | 25m snelvuurpistool (m)  |          |
| Schoonspringen   | Patrick Hausding Sascha Klein | 10m toren synchroon (m)  |          |
| Tafeltennis      | Timo Boll Dimitrij Ovtcharov Bastian Steger Christian Süß | team (m)                 |          |
| Wielersport      | Roger Kluge | puntenkoers (m)          |          |
| Worstelen        | Mirko Englich | -96kg Grieks-Romeins (m) |          |
| Gymnastiek       | Fabian Hambüchen | rekstok (m)              | Brons    |
| Kanovaren        | Christian Gille Tomasz Wylenzek | C-2 500m (m)             |          |
| Kanovaren        | Lutz Altepost Norman Bröckl Torsten Eckbrett Björn Goldschmidt | K-4 1000m (m)            |          |
| Kanovaren        | Katrin Wagner-Augustin | K-1 500m (v)             |          |
| Paardensport     | Heike Kemmer | dressuur individueel     |          |
| Roeien           | Kathrin Boron Manuela Lütze Britta Oppelt Stephanie Schiller | dubbel-vier (v)          |          |
| Schietsport      | Christian Reitz | 25m snelvuurpistool (m)  |          |
| Schietsport      | Munkhbayar Dorjsuren | 25m pistool (v)          |          |
| Schietsport      | Christine Brinker | skeet (v)                |          |
| Schoonspringen   | Heike Fischer Ditte Kotzian | 3m plank synchroon (m)   |          |
| Voetbal          | Nadine Angerer Simone Laudehr Fatmire Bajramaj Renate Lingor Saskia Bartusiak Anja Mittag Melanie Behringer Célia Okoyino da Mbabi Linda Bresonik Babett Peter Kerstin Garefrekes Conny Pohlers Ariane Hingst Birgit Prinz Ursula Holl Sandra Smisek Annike Krahn Kerstin Stegemann | vrouwen                  |          |
| Wielersport      | René Enders Maximilian Levy Stefan Nimke | sprint team (m)          |          |
| Zeilen           | Hannes Peckolt Jan Peter Peckolt | 49er                     |          |
| Zwemmen          | Thomas Lurz | 10km open water (m)      |          |

Munkhbayar Dorjsuren veroverde in de schietsport haar tweede bronzen medaille in de discipline 25 meter pistool. In 1992 deed ze dit, als eerste en tot nu toe enige vrouw, voor haar geboorteland Mongolië.

## Deelnemers en resultaten
(m) = mannen, (v) = vrouwen 

### Atletiek
| Olympiër                                                                                | Discipline               | Resultaat | Prestatie                                                    |
| --------------------------------------------------------------------------------------- | ------------------------ | --------- | ------------------------------------------------------------ |
| Tobias Unger                                                                            | 100m (m)                 | 34e       | serie 10: 4de in 10,46 kwartfinale 3: 7de in 10,36           |
| Carsten Schlangen                                                                       | 1500m (m)                | 15e       | serie 4: 6de in 3.36,34 halve finale 1: 8ste in 3.37,94      |
| Marius Broening Till Helmke Martin Keller Alexander Kosenkow Ronny Ostwald Tobias Unger | 4x100m (m)               | 4e        | serie 2: 3de in 38,93 finale: 4de in 38,58                   |
| Ruwen Faller Kamghe Gaba Simon Kirch Florian Seitz Bastian Swillims                     | 4x400m (m)               | 11e       | serie 2: 4de in 3.03,49                                      |
| Sebastian Bayer                                                                         | verspringen (m)          | 23e       | kwalificatie groep A: 12de met 7,77m                         |
| Raúl Spank                                                                              | hoogspringen (m)         | 5e        | kwalificatie groep A: 2de met 2,29m finale: 5de met 5,65m    |
| Danny Ecker                                                                             | polsstokhoogspringen (m) | 5e        | kwalificatie groep B: 3de met 2,29m finale: 5de met 5,70m    |
| Raphael Holzdeppe                                                                       | polsstokhoogspringen (m) | 7e        | kwalificatie groep A: 2de met 5,65m finale: 7de met 5,60m    |
| Tim Lobinger                                                                            | polsstokhoogspringen (m) | 16e       | kwalificatie groep B: 9de met 5,55m                          |
| Peter Sack                                                                              | kogelstoten (m)          | 12e       | kwalificatie groep B: 4de met 20,01m                         |
| Robert Harting                                                                          | discuswerpen (m)         | 4e        | kwalificatie groep A: 5de met 64,19m finale: 4de met 67,09m  |
| Stephan Steding                                                                         | speerwerpen (m)          | 32e       | kwalificatie groep A: 17de met 70,05m                        |
| Alexander Vieweg                                                                        | speerwerpen (m)          | 35e       | kwalificatie groep B: 17de met 67,49m                        |
| Markus Esser                                                                            | kogelslingeren (m)       | 9e        | kwalificatie groep A: 3de met 77,60m finale: 9de met 77,10m  |
| Arthur Abele                                                                            | tienkamp (m)             | DNF       | niet gefinisht                                               |
| André Niklaus                                                                           | tienkamp (m)             | 7e        | 8220 punten                                                  |
| Michael Schrader                                                                        | tienkamp (m)             | 9e        | 8194 punten                                                  |
|                                                                                         |                          |           |                                                              |
| Sabrina Mockenhaupt                                                                     | 10000m (v)               | 11e       | 31.14,21                                                     |
| Carolin Nytra                                                                           | 100m horden (v)          | 12e       | serie 2: 4de in 12,95 halve finale 1: 6de in 12,99           |
| Antje Möldner-Schmidt                                                                   | 3000m steeplechase (v)   | 18e       | serie 3: 6de in 9.29,86 (NR)                                 |
| Anne Möllinger-Cibis Verena Sailer Cathleen Tschirch Marion Wagner Katja Wakan          | 4x100m (v)               | 4e        | serie 2: 2de in 43,59 finale: 4de in 43,28                   |
| Esther Cremer Florence Ekpo-Umoh Claudia Hoffmann Sorina Nwachukwu Jonna Tilgner        | 4x400m (v)               | 6e        | serie 1: 3de in 3.25,55 finale: 6de in 3.28,45               |
| Susanne Hahn                                                                            | marathon (v)             | 52e       | 2:38.31                                                      |
| Melanie Kraus                                                                           | marathon (v)             | 30e       | 2:35.17                                                      |
| Melanie Seeger                                                                          | 20km snelwandelen (v)    | 23e       | 1:31.56                                                      |
| Sabine Zimmer-Krantz                                                                    | 20km snelwandelen (v)    | 15e       | 1:30.19                                                      |
| Ariane Friedrich                                                                        | hoogspringen (v)         | 4e        | kwalificatie groep A: 2de met 1,93m finale: 4de met 1,96m    |
| Carolin Hingst                                                                          | polsstokhoogspringen (v) | 6e        | kwalificatie groep A: 6de met 4,50m finale: 6de met 4,65m    |
| Nastja Reiberger                                                                        | polsstokhoogspringen (v) | 14e       | kwalificatie groep A: 8ste met 4,40m                         |
| Silke Spiegelburg                                                                       | polsstokhoogspringen (v) | 7e        | kwalificatie groep B: 6de met 4,50m finale: 7de met 4,65m    |
| Denise Hinrichs                                                                         | kogelstoten (v)          | 16e       | kwalificatie groep A: 9de met 18,36m                         |
| Nadine Kleinert-Schmitt                                                                 | kogelstoten (v)          | 5e        | kwalificatie groep B: 4de met 18,52m finale: 5de met 19,01m  |
| Christina Schwanitz                                                                     | kogelstoten (v)          | 9e        | kwalificatie groep A: 3de met 19,09m finale: 9de met 18,27m  |
| Katharina Molitor                                                                       | speerwerpen (v)          | 8e        | kwalificatie groep B: 4de met 60,92m finale: 8ste met 59,64m |
| Steffi Nerius                                                                           | speerwerpen (v)          | 5e        | kwalificatie groep A: 2de met 63,94m finale: 5de met 65,29m  |
| Christina Obergföll                                                                     | speerwerpen (v)          | Zilver    | kwalificatie groep B: 1ste met 67,52m finale: 2de met 66,13m |
| Betty Heidler                                                                           | kogelslingeren (v)       | 7e        | kwalificatie groep A: 4de met 71,51m finale: 7de met 70,06m  |
| Kathrin Klaas                                                                           | kogelslingeren (v)       | 24e       | kwalificatie groep B: 10de met 67,54m                        |
| Sonja Kesselschläger                                                                    | zevenkamp (v)            | 16e       | 6140 punten                                                  |
| Jennifer Oeser                                                                          | zevenkamp (v)            | 11e       | 6360 punten                                                  |
| Lilli Schwarzkopf                                                                       | zevenkamp (v)            | 8e        | 6379 punten                                                  |

### Badminton
| Olympiër                     | Discipline     | Resultaat | Prestatie |
| ---------------------------- | -------------- | --------- | --- |
| Marc Zwiebler                | enkelspel (m)  | 9e        | 1ste ronde: W van IRL Evans: 2-1 (21-18, 18-21, 21-19) 2de ronde: W van GBR Smith: 2-1 (16-21, 21-13, 21-17) 3de ronde: V van KOR Lee: 0-2 (13-21, 11-21)       |
|                              |                |           | |
| Juliane Schenk               | enkelspel (m)  | 33e       | 1ste ronde: V van INA Yulianti: 1-2 (21-18, 13-21, 20-22) |
| Xu Huaiwen                   | enkelspel (m)  | 5e        | 1ste ronde: vrij 2de ronde: W van FIN Nieminen: 2-0 (21-17, 21-8) 3de ronde: W van GBR Hallam: 2-0 (21-20, 21-7) kwartfinale: V van CHN Xie: 0-2 (19-21, 20-22) |
|                              |                |           | |
| Kristof Hopp Birgit Overzier | dubbelspel (m) | 9e        | 1ste ronde: V van INA Limpele/Marissa: 0-2 (12-21, 12-21) |

### Basketbal
| Olympiër | Discipline | Resultaat | Prestatie |
| --- | ---------- | --------- | --- |
| Tom Ohlbrecht Philip Zwiener Sven Schultze Robert Garrett Konrad Wysocki Steffen Hamann Demond Greene Pascal Roller Chris Kaman Patrick Femerling Dirk Nowitzki Jan Jagla | mannen     | 10e       | groep B: 5de W van Angola: 95-66 V van Griekenland: 64-87 V van Spanje: 59-72 V van China: 55-59 V van Verenigde Staten: 57-106 |

| Groep B |                  |             |             |             |        |        |        |        |
| #       | Land             | Wedstrijden | Wedstrijden | Wedstrijden | Punten | Punten | Punten | Punten |
| #       | Land             | G           | W           | V           | V      | T      | Saldo  | Punten |
| 1       | Verenigde Staten | 5           | 5           | 0           | 515    | 354    | +161   | 10     |
| 2       | Spanje           | 5           | 4           | 1           | 418    | 369    | +49    | 9      |
| 3       | Griekenland      | 5           | 3           | 2           | 415    | 375    | +40    | 8      |
| 4       | China            | 5           | 2           | 3           | 366    | 400    | -34    | 7      |
| 5       | Duitsland        | 5           | 1           | 4           | 330    | 390    | -60    | 6      |
| 6       | Angola           | 5           | 0           | 5           | 321    | 477    | -156   | 5      |

| Ronde       | Datum  | Plaats           | Land   | Score     | Land |
| ----------- | ------ | ---------------- | ------ | --------- | ---- |
| Groepsfase  |        |                  |        |           |      |
| 10 augustus | Peking | Duitsland        | 95-66  | Angola    |      |
| 12 augustus | Peking | Griekenland      | 87-64  | Duitsland |      |
| 14 augustus | Peking | Duitsland        | 59-72  | Spanje    |      |
| 16 augustus | Peking | China            | 59-55  | Duitsland |      |
| 18 augustus | Peking | Verenigde Staten | 106-57 | Duitsland |      |

### Boksen
| Olympiër            | Discipline | Resultaat | Prestatie                            |
| ------------------- | ---------- | --------- | ------------------------------------ |
| Rustamhodza Rahimov | -54kg (m)  | 17e       | 1ste ronde: V van UZB Tojibaev: 2-11 |
| Wilhelm Gratschow   | -57kg (m)  | 17e       | 1ste ronde: V van TUN Shili: 5-14    |
| Jack Culcay-Keth    | -67kg (m)  | 17e       | 1ste ronde: V van KOR Kim: 11-11     |
| Konstantin Buga     | -75kg (m)  | 17e       | 1ste ronde: V van ECU Gongora: 7-14  |

### Boogschieten
| Olympiër     | Discipline      | Resultaat | Prestatie |
| ------------ | --------------- | --------- | --- |
| Jens Pieper  | individueel (m) | 33e       | plaatsingsronde: 45ste met 648 punten 1ste ronde: V van UKR Serdyuk: 105-107                                     |
|              |                 |           | |
| Anja Hitzler | individueel (v) | 17e       | plaatsingsronde: 33ste met 629 punten 1ste ronde: W van FRA Dodemont: 107-106 2de ronde: V van KOR Park: 107-112 |

### Gewichtheffen
| Olympiër         | Discipline | Resultaat | Prestatie                                                    |
| ---------------- | ---------- | --------- | ------------------------------------------------------------ |
| Artyom Shaloyan  | -69kg (m)  | 14e       | trekken: 16de met 135kg stoten: 15de met 165kg totaal: 300kg |
| Jürgen Spieß     | -94kg (m)  | 9e        | trekken: 10de met 173kg stoten: 9de met 211kg totaal: 384kg  |
| Matthias Steiner | +105kg (m) | Goud      | trekken: 4de met 203kg stoten: 1ste met 258kg totaal: 461kg  |
| Almir Velagic    | +105kg (m) | 8e        | trekken: 7de met 188kg stoten: 8ste met 225kg totaal: 413kg  |
|                  |            |           |                                                              |
| Julia Rohde      | -53kg (v)  | 14e       | trekken: 7de met 82kg stoten: 8ste met 103kg totaal: 185kg   |

### Gymnastiek
| Olympiër                                                                                      | Discipline               | Resultaat  | Prestatie                                                            |
| Trampoline                                                                                    | Trampoline               | Trampoline | Trampoline                                                           |
| --------------------------------------------------------------------------------------------- | ------------------------ | ---------- | -------------------------------------------------------------------- |
| Henrik Stehlik                                                                                | mannen                   | 4e         | kwalificatie: 16de met 64,60 punten                                  |
|                                                                                               |                          |            |                                                                      |
| Anna Dogonadze                                                                                | vrouwen                  | 8e         | kwalificatie: 7de met 64,30 punten finale: 8ste met 18,90 punten     |
| Turnen                                                                                        |                          |            |                                                                      |
| Fabian Hambüchen                                                                              | vloer (m)                | 4e         | kwalificatie: 4de met 18,500 punten finale: 4de met 15,650 punten    |
| Fabian Hambüchen                                                                              | rekstok (m)              | 4e         | kwalificatie: 9de met 16,050 punten finale: 4de met 15,975 punten    |
| Fabian Hambüchen                                                                              | brug (m)                 | Brons      | kwalificatie: 1ste met 16,200 punten finale: 3de met 15,650 punten   |
| Philipp Boy                                                                                   | meerkamp individueel (m) | 13e        | kwalificatie: 21ste met 89,475 punten finale: 13de met 90,675 punten |
| Fabian Hambüchen                                                                              | meerkamp individueel (m) | 7e         | kwalificatie: 2de met 92,425 punten finale: 7de met 91,675 punten    |
| Thomas Andergassen Philipp Boy Fabian Hambüchen Robert Juckel Marcel Nguyen Eugen Spiridonov  | meerkamp individueel (m) | 4e         | kwalificatie: 5de met 365,675 punten finale: 4de met 274,600 punten  |
|                                                                                               |                          |            |                                                                      |
| Oksana Chusovitina                                                                            | sprong (v)               | Zilver     | kwalificatie: 4de met 15,800 punten finale: 2de met 15,575 punten    |
| Oksana Chusovitina                                                                            | meerkamp individueel (v) | 9e         | kwalificatie: 14de met 59,375 punten finale: 9de met 60,125 punten   |
| Katja Abel Daria Bijak Anja Brinker Oksana Chusovitina Marie-Sophie Hindermann Joeline Möbius | meerkamp individueel (v) | 12e        | kwalificatie: 12de met 230,800 punten                                |

### Handbal

#### Mannen
| Olympiër | Discipline | Resultaat | Prestatie |
| --- | ---------- | --------- | --- |
| Henning Fritz Pascal Hens Oliver Roggisch Dominik Klein Christian Schwarzer Oliver Kohrmann Holger Glandorf Johannes Bitter Sven-Sören Christophersen Christian Zeitz Torsten Jansen Andrej Klimovets Michael Kraus Florian Kehrmann Michael Haaß | mannen     | 9e        | groep B: 5de W van Zuid-Korea: 27-23 V van IJsland: 29-33 W van Egypte: 25-23 G van Rusland: 24-24 V van Denemarken: 21-27 |

| Groep B |            |             |             |             |             |            |            |            |        |
| #       | Land       | Wedstrijden | Wedstrijden | Wedstrijden | Wedstrijden | Doelpunten | Doelpunten | Doelpunten | Punten |
| #       | Land       | G           | W           | G           | V           | V          | T          | Saldo      | Punten |
| 1       | Zuid-Korea | 5           | 3           | 0           | 2           | 122        | 129        | -7         | 6      |
| 2       | Denemarken | 5           | 3           | 1           | 0           | 137        | 131        | +6         | 6      |
| 3       | IJsland    | 5           | 2           | 2           | 1           | 151        | 146        | +5         | 6      |
| 4       | Rusland    | 5           | 2           | 2           | 1           | 136        | 131        | +5         | 5      |
| 5       | Duitsland  | 5           | 2           | 1           | 2           | 126        | 130        | -4         | 5      |
| 6       | Egypte     | 5           | 0           | 2           | 3           | 127        | 132        | -5         | 2      |

| Ronde       | Datum  | Plaats    | Land  | Score      | Land |
| ----------- | ------ | --------- | ----- | ---------- | ---- |
| Groepsfase  |        |           |       |            |      |
| 10 augustus | Peking | Duitsland | 27-23 | Zuid-Korea |      |
| 12 augustus | Peking | IJsland   | 33-29 | Duitsland  |      |
| 14 augustus | Peking | Duitsland | 25-23 | Egypte     |      |
| 16 augustus | Peking | Rusland   | 24-24 | Duitsland  |      |
| 18 augustus | Peking | Duitsland | 21-27 | Denemarken |      |

#### Vrouwen
| Olympiër | Discipline | Resultaat | Prestatie |
| --- | ---------- | --------- | --- |
| Sabine Englert Nadine Härdter Grit Jurack Nina Wörz Anne Müller Lara Steinbach Anna Loerper Mandy Hering Nadine Krause Sabrina Neukamp Clara Woltering Maren Baumbach Stefanie Melbeck Anja Althaus | vrouwen    | 11e       | groep B: 6de V van Brazilië: 22-24 V van Zuid-Korea: 20-30 V van Hongarije: 24-25 V van Zweden: 26-27 V van Rusland: 29-30 |

| Groep B |            |             |             |             |             |            |            |            |        |
| #       | Land       | Wedstrijden | Wedstrijden | Wedstrijden | Wedstrijden | Doelpunten | Doelpunten | Doelpunten | Punten |
| #       | Land       | G           | W           | G           | V           | V          | T          | Saldo      | Punten |
| 1       | Rusland    | 5           | 4           | 1           | 0           | 148        | 125        | +23        | 9      |
| 2       | Zuid-Korea | 5           | 3           | 1           | 1           | 155        | 127        | +28        | 7      |
| 3       | Hongarije  | 5           | 2           | 1           | 2           | 129        | 142        | -13        | 5      |
| 4       | Zweden     | 5           | 2           | 0           | 3           | 123        | 137        | -14        | 4      |
| 5       | Brazilië   | 5           | 1           | 1           | 4           | 124        | 137        | -13        | 3      |
| 6       | Duitsland  | 5           | 1           | 0           | 4           | 123        | 134        | -11        | 2      |

| Ronde       | Datum  | Plaats     | Land  | Score     | Land |
| ----------- | ------ | ---------- | ----- | --------- | ---- |
| Groepsfase  |        |            |       |           |      |
| 9 augustus  | Peking | Duitsland  | 24-22 | Brazilië  |      |
| 11 augustus | Peking | Zuid-Korea | 30-20 | Duitsland |      |
| 13 augustus | Peking | Duitsland  | 24-25 | Hongarije |      |
| 15 augustus | Peking | Duitsland  | 26-27 | Zweden    |      |
| 17 augustus | Peking | Rusland    | 30-29 | Duitsland |      |

### Hockey

#### Mannen
| Olympiër | Discipline | Resultaat | Prestatie |
| --- | ---------- | --------- | --- |
| Sebastian Biederlack Moritz Fürste Tobias Hauke Florian Keller Oliver Korn Niklas Meinert Maximilian Müller Juan Carlos Nevado Max Weinhold Tibor Weißenborn Benjamin Weß Timo Weß Philip Witte Matthias Witthaus Christopher Zeller Philipp Zeller | mannen     | Goud      | groep A: 2de W van China: 4-1 G van België: 1-1 G van Zuid-Korea: 3-3 W van Spanje: 1-0 W van Nieuw-Zeeland: 3-1 halve finale: W van Nederland: 1-1 (4-3) finale: W van Spanje: 1-0 |

| Groep A |               |             |             |             |             |            |            |            |        |
| #       | Land          | Wedstrijden | Wedstrijden | Wedstrijden | Wedstrijden | Doelpunten | Doelpunten | Doelpunten | Punten |
| #       | Land          | G           | W           | G           | V           | V          | T          | Saldo      | Punten |
| 1       | Spanje        | 5           | 4           | 1           | 0           | 9          | 5          | +4         | 12     |
| 2       | Duitsland     | 5           | 3           | 2           | 0           | 12         | 6          | +6         | 11     |
| 3       | Zuid-Korea    | 5           | 2           | 1           | 2           | 13         | 11         | +2         | 7      |
| 4       | Nieuw-Zeeland | 5           | 2           | 1           | 2           | 10         | 9          | +1         | 7      |
| 5       | België        | 5           | 1           | 1           | 3           | 9          | 13         | -4         | 4      |
| 6       | China         | 5           | 0           | 1           | 4           | 7          | 16         | -9         | 1      |

| Ronde        | Datum  | Plaats     | Land      | Score         | Land |
| ------------ | ------ | ---------- | --------- | ------------- | ---- |
| Groepsfase   |        |            |           |               |      |
| 11 augustus  | Peking | Duitsland  | 4-1       | China         |      |
| 13 augustus  | Peking | België     | 1-1       | Duitsland     |      |
| 15 augustus  | Peking | Zuid-Korea | 3-3       | Duitsland     |      |
| 17 augustus  | Peking | Duitsland  | 1-0       | Spanje        |      |
| 19 augustus  | Peking | Duitsland  | 3-1       | Nieuw-Zeeland |      |
| Halve finale |        |            |           |               |      |
| 15 augustus  | Peking | Zuid-Korea | 1-1 (3-4) | Duitsland     |      |
| Finale       |        |            |           |               |      |
| 19 augustus  | Peking | Duitsland  | 1-0       | Spanje        |      |

#### Vrouwen
| Olympiër | Discipline | Resultaat | Prestatie |
| --- | ---------- | --------- | --- |
| Tina Bachmann Mandy Haase Natascha Keller Martina Heinlein Eileen Hoffmann Marion Rodewald Katharina Scholz Fanny Rinne Anke Kühn Janine Beermann Maike Stöckel Janne Müller-Wieland Christina Schütze Pia Eidmann Julia Müller Kristina Reynolds | mannen     | 4e        | groepsfase: 1ste W van Groot-Brittannië: 5-1 W van Nieuw-Zeeland: 2-1 W van Verenigde Staten: 4-2 V van Argentinië: 0-4 W van Japan: 1-0 halve finale: V van China: 2-3 bronzen finale: V van Argentinië: 1-3 |

| Groep B |                  |             |             |             |             |            |            |            |        |
| #       | Land             | Wedstrijden | Wedstrijden | Wedstrijden | Wedstrijden | Doelpunten | Doelpunten | Doelpunten | Punten |
| #       | Land             | G           | W           | G           | V           | V          | T          | Saldo      | Punten |
| 1       | Duitsland        | 5           | 4           | 0           | 1           | 12         | 8          | +4         | 12     |
| 2       | Argentinië       | 5           | 3           | 2           | 0           | 13         | 7          | +6         | 11     |
| 3       | Groot-Brittannië | 5           | 2           | 2           | 1           | 7          | 9          | -2         | 8      |
| 4       | Verenigde Staten | 5           | 1           | 3           | 1           | 9          | 8          | +1         | 6      |
| 5       | Japan            | 5           | 1           | 1           | 3           | 5          | 7          | -2         | 4      |
| 6       | Nieuw-Zeeland    | 5           | 0           | 0           | 5           | 6          | 13         | -7         | 0      |

| Ronde          | Datum  | Plaats           | Land | Score            | Land |
| -------------- | ------ | ---------------- | ---- | ---------------- | ---- |
| Groepsfase     |        |                  |      |                  |      |
| 10 augustus    | Peking | Duitsland        | 5-1  | Groot-Brittannië |      |
| 12 augustus    | Peking | Duitsland        | 2-1  | Nieuw-Zeeland    |      |
| 14 augustus    | Peking | Verenigde Staten | 2-4  | Duitsland        |      |
| 16 augustus    | Peking | Duitsland        | 0-4  | Argentinië       |      |
| 18 augustus    | Peking | Duitsland        | 1-0  | Japan            |      |
| Halve finale   |        |                  |      |                  |      |
| 20 augustus    | Peking | Duitsland        | 2-3  | China            |      |
| Bronzen finale |        |                  |      |                  |      |
| 22 augustus    | Peking | Duitsland        | 1-3  | Argentinië       |      |

### Judo
| Olympiër         | Discipline | Resultaat | Prestatie |
| ---------------- | ---------- | --------- | --- |
| Ole Bischof      | -81kg (m)  | Goud      | 1ste ronde: vrij 2de ronde: W van AZE Azizov: yuko 3de ronde: W van USA Stevens: yuko kwartfinale: W van BRA Camilo: waza-ari halve finale: W van UKR Hontyuk: yuko finale: W van KOR Kim: yuko |
| Michael Pinske   | -90kg (m)  | 21e       | 1ste ronde: V van SUI Aschwanden: yuko |
| Benny Behrla     | -100kg (m) | 9e        | 1ste ronde: W van RUS Gasimov: ippon 2de ronde: V van MGL Tüvshinbayar: yuko herkansingen: W van JPN Suzuki: ippon herkansingen 2: V van KOR Jang: ippon                                        |
| Andreas Tölzer   | +100kg (m) | 9e        | 1ste ronde: vrij 2de ronde: V van UZB Tangriev: waza-ari herkansingen: W van POL Wojnarowicz: waza-ari herkansingen 2: V van FRA Riner: waza-ari                                                |
|                  |            |           | |
| Michaela Baschin | -48kg (v)  | 9e        | 1ste ronde: vrij 2de ronde: W van ALG Moussa: waza-ari kwartfinale: V van CUB Bermoy: koka herkansingen: V van RUS Bogdanova: koka                                                              |
| Romy Tarangul    | -52kg (v)  | 9e        | 1ste ronde: W van UZB Djuraeva: ippon 2de ronde: V van JPN Nakamura: koka herkansingen: V van BEL Heylen: koka                                                                                  |
| Yvonne Bönisch   | -57kg (v)  | 9e        | 1ste ronde: V van ITA Quintavalle: waza-ari herkansingen: W van MGL Erdenet-Od: waza-ari herkansingen 2: V van FRA Harel: koka                                                                  |
| Anna von Harnier | -63kg (v)  | 9e        | 1ste ronde: W van ASA A'etonu: ippon 2de ronde: W van MGL Battögs: ippon kwartfinale: V van FRA Décosse: ippon herkansingen: V van SLO Žolnir: waza-ari                                         |
| Annett Böhm      | -70kg (v)  | 5e        | 1ste ronde: W van SEN Mendy: ippon 2de ronde: W van UKR Smal: ippon kwartfinale: W van ESP Iglesias: ippon halve finale: V van CUB Hernández: ippon bronzen finale: V van USA Rousey: yuko      |
| Heide Wollert    | -78kg (v)  | 7e        | 1ste ronde: W van UKR Pryshchepa: yuko 2de ronde: W van NGR Yuuf: ippon kwartfinale: V van KOR Jeong: ippon herkansingen: W van GBR Rogers: yuko herkansingen 2: V van FRA Possamaï: waza-ari   |
| Sandra Köppen    | +78kg (v)  | 14e       | 1ste ronde: vrij 2de ronde: V van AUS Shepherd: waza-ari |

### Kanovaren
| Olympiër                                                            | Discipline    | Resultaat | Prestatie                                                                         |
| Slalom                                                              | Slalom        | Slalom    | Slalom                                                                            |
| ------------------------------------------------------------------- | ------------- | --------- | --------------------------------------------------------------------------------- |
| Jan Benzien                                                         | C-1 (m)       | 12e       | voorronde: 2de in 170,50 halve finale: 12de in 95,15                              |
| Felix Michel Sebastian Piersig                                      | C-2 (m)       | 6e        | voorronde: 5de in 192,37 halve finale: 1ste in 94,38 finale: 6de in 204,43        |
| Alexander Grimm                                                     | K-1 (m)       | Goud      | voorronde: 4de in 169,26 halve finale: 4de in 87,31 finale: 1ste in 171,70        |
|                                                                     |               |           |                                                                                   |
| Jennifer Bongardt                                                   | K-1 (v)       | 15e       | voorronde: 4de in 189,37 halve finale: 15de in 203,29                             |
| Sprint                                                              |               |           |                                                                                   |
| Andreas Dittmer                                                     | C-1 500m (m)  | 11e       | serie 2: 4de in 1.49,527 halve finale 1: 4de in 1.53,182                          |
| Andreas Dittmer                                                     | C-1 1000m (m) | 8e        | serie 3: 2de in 4.00,505 halve finale 2: 2de in 3.58,595 finale: 8ste in 3.57,894 |
| Christian Gille Tomasz Wylenzek                                     | C-2 500m (m)  | Brons     | serie 2: 1ste in 1.41,513 finale: 3de in 1.41,964                                 |
| Christian Gille Tomasz Wylenzek                                     | C-2 1000m (m) | Zilver    | serie 1: 1ste in 3.40,939 finale: 3de in 3.36,588                                 |
| Jonas Ems                                                           | K-1 500m (m)  | 15e       | serie 4: 2de in 1.38,819 halve finale 2: 6de in 1.44,717                          |
| Max Hoff                                                            | K-1 1000m (m) | 5e        | serie 3: 3de in 3.30,316 halve finale 2: 1ste in 3.32,847 finale: 5de in 3.29,391 |
| Ronald Rauhe Tim Wieskötter                                         | K-2 500m (m)  | Zilver    | serie 1: 1ste in 1.28,736 finale: 2de in 1.28,827                                 |
| Martin Hollstein Andreas Ihle                                       | K-2 1000m (m) | Goud      | serie 1: 1ste in 3.15,987 finale: 1ste in 3.11,809                                |
| Lutz Altepost Norman Bröckl Torsten Eckbrett Björn Goldschmidt      | K-4 1000m (m) | Brons     | serie 1: 1ste in 2.57,148 finale: 3de in 2.56,676                                 |
|                                                                     |               |           |                                                                                   |
| Katrin Wagner-Augustin                                              | K-1 500m (v)  | Brons     | serie 3: 1ste in 1.48,875 finale: 3de in 1.51,022                                 |
| Fanny Fischer Nicole Reinhardt                                      | K-2 500m (v)  | 4e        | serie 1: 1ste in 1.43,412 finale: 4de in 1.42,899                                 |
| Fanny Fischer Nicole Reinhardt Katrin Wagner-Augustin Conny Waßmuth | K-4 500m (v)  | Goud      | serie 1: 1ste in 1.33,912 finale: 1ste in 1.32,231                                |

### Moderne vijfkamp
| Olympiër         | Discipline | Resultaat | Prestatie   |
| ---------------- | ---------- | --------- | ----------- |
| Steffen Gebhardt | mannen     | 5e        | 5480 punten |
| Eric Walther     | mannen     | 16e       | 5292 punten |
|                  |            |           |             |
| Lena Schöneborn  | vrouwen    | Goud      | 5792 punten |
| Eva Trautmann    | vrouwen    | 29e       | 5082 punten |

### Paardensport
| Olympiër                                                                   | Discipline  | Resultaat | Prestatie                                                                                              |
| Dressuur                                                                   | Dressuur    | Dressuur  | Dressuur                                                                                               |
| -------------------------------------------------------------------------- | ----------- | --------- | --- |
| Nadine Capellmann                                                          | individueel | 8e        | Grand Prix: 9de met 70,083% Grand Prix special: 17de met 67,420%                                       |
| Heike Kemmer                                                               | individueel | Brons     | Grand Prix: 3de met 72,250% Grand Prix special: 3de met 72,690% Grand prix freestyle: 4de met 75,95%   |
| Isabell Werth                                                              | individueel | Zilver    | Grand Prix: 1ste met 76,417% Grand Prix special: 1ste met 75,200% Grand prix freestyle: 2de met 78,10% |
| Nadine Capellmann Heike Kemmer Isabell Werth                               | team        | Goud      | 72,917%                                                                                                |
| Eventing                                                                   |             |           | |
| Andreas Dibowski                                                           | individueel | 8e        | 65,20 strafpunten                                                                                      |
| Ingrid Klimke                                                              | individueel | 5e        | 59,70 strafpunten                                                                                      |
| Frank Ostholt                                                              | individueel | 25e       | 57,80 strafpunten                                                                                      |
| Hinrich Romeike                                                            | individueel | Goud      | 54,20 strafpunten                                                                                      |
| Peter Thomsen                                                              | individueel | 38e       | 102,90 strafpunten                                                                                     |
| Andreas Dibowski Ingrid Klimke Frank Ostholt Hinrich Romeike Peter Thomsen | team        | Goud      | 166,10 strafpunten                                                                                     |
| Springconcours                                                             |             |           | |
| Christian Ahlmann                                                          | individueel | 31e       | kwalificatie: 31ste met 22 strafpunten                                                                 |
| Ludger Beerbaum                                                            | individueel | 7e        | kwalificatie: 33ste met 24 strafpunten finale: 7de met 8 strafpunten                                   |
| Frank Ostholt                                                              | individueel | 43e       | kwalificatie: 43ste met 38 strafpunten                                                                 |
| Meredith Michaels-Beerbaum                                                 | individueel | 4e        | kwalificatie: 16de met 14 strafpunten finale: 4de met 4 strafpunten                                    |
| Christian Ahlmann Ludger Beerbaum Frank Ostholt Meredith Michaels-Beerbaum | team        | 4e        | 34 strafpunten                                                                                         |

### Roeien
| Olympiër | Discipline             | Resultaat | Prestatie |
| --- | ---------------------- | --------- | --- |
| Marcel Hacker | skiff (m)              | 7e        | serie 3: 2de in 7.26,71 kwartfinale 1: 1ste in 6.48,85 halve finale 1: 4de in 7.03,05 finale B: 1ste in 7.07,82 |
| Manuel Brehmer Jonathan Koch | lichte dubbel-twee (m) | 9e        | serie 1: 3de in 6.22,79 herkansingen: 1ste in 6.41,48 halve finale 1: 4de in 6.37,07 finale B: 3de in 6.28,66   |
| Karsten Brodowski Clemens Wenzel | dubbel-twee (m)        | 9e        | serie 1: 3de in 6.29,60 halve finale 1: 6de in 6.28,46 finale B: 3de in 6.37,97                                 |
| Felix Drahotta Tom Lehmann | twee-zonder (m)        | 4e        | serie 2: 3de in 6.48,60 halve finale 1: 3de in 6.37,26 finale: 4de in 6.47,40                                   |
| René Bertram Hans Gruhne Stephan Krüger Christian Schreiber                                                                                    | dubbel-vier (m)        | 6e        | serie 3: 2de in 5.43,48 halve finale 1: 3de in 5.53,56 finale: 6de in 5.50,96                                   |
| Jochen Kühner Martin Kühner Jost Schömann-Finck Bastian Seibt                                                                                  | lichte vier-zonder (m) | DNF       | serie 3: 1ste in 5.50,16 halve finale 1: niet gestart                                                           |
| Filip Adamski Gregor Hauffe Urs Käufer Toni Seifert                                                                                            | vier-zonder (m)        | 6e        | serie 3: 2de in 6.00,95 halve finale 2: 3de in 5.58,72 finale: 6de in 6.19,63                                   |
| Florian Eichner Matthias Flach Florian Mennigen Philipp Naruhn Andreas Penkner Sebastian Schmidt Peter Thiede Jochen Urban Kristof Wilke       | acht (m)               | 8e        | serie 2: 4de in 5.37,56 herkansingen: 6de in 5.47,05 finale B: 2de in 5.36,89                                   |
| |                        |           | |
| Berit Carow Marie-Louise Dräger | lichte dubbel-twee (v) | 4e        | serie 2: 1ste in 6.51,96 halve finale 1: 3de in 7.04,95 finale: 4de in 6.56,72                                  |
| Christiane Huth Annekatrin Thiele | dubbel-twee (v)        | Zilver    | serie 1: 2de in 7.09,06 herkansingen: 2de in 6.55,96 finale: 2de in 7.07,33                                     |
| Maren Derlien Lenka Wech | twee-zonder (v)        | 4e        | serie 2: 2de in 7.28,66 herkansingen: 2de in 7.27,02 finale: 4de in 7.25,73                                     |
| Kathrin Boron Manuela Lutze Britta Oppelt Stephanie Schiller                                                                                   | dubbel-vier (v)        | Brons     | serie 2: 2de in 6.15,26 herkansingen: 1ste in 6.36,17 finale: 3de in 6.19,56                                    |
| Christina Hennings Elke Hipler Kerstin Naumann Katrin Reinert Annina Ruppel Magdalena Schmude Nadine Schmutzler Nina Wengert Nicole Zimmermann | acht (v)               | 7e        | serie 1: 4de in 6.14,42 herkansingen: 6de in 6.14,45                                                            |

### Schermen
| Olympiër                                                       | Discipline | Resultaat | Prestatie |
| -------------------------------------------------------------- | ---------- | --------- | --- |
| Peter Joppich                                                  | floret (m) | 5e        | 1ste ronde: vrij 2de ronde: W van GBR Kruse: 10-9 kwartfinale: V van JPN Ota: 12-15                                                                          |
| Benjamin Kleibrink                                             | floret (m) | Goud      | 1ste ronde: vrij 2de ronde: W van JPN Chida: 15-10 kwartfinale: W van CHN Lei: 15-7 halve finale: W van CHN Zhu: 15-4 finale: W van JPN Ota: 15-9            |
| Nicolas Limbach                                                | sabel (m)  | 9e        | 1ste ronde: vrij 2de ronde: W van POL Koniusz: 15-7 3de ronde: V van BLR Buikevich: 14-15                                                                    |
|                                                                |            |           | |
| Imke Duplitzer                                                 | degen (v)  | 5e        | 1ste ronde: vrij 2de ronde: W van PAN Jiménez: 15-10 kwartfinale: V van HUN Mincza-Nébald: 11-15                                                             |
| Britta Heidemann                                               | degen (v)  | Goud      | 1ste ronde: vrij 2de ronde: W van KOR Jung: 12-5 kwartfinale: W van SWE Samuelsson: 15-10 halve finale: W van CHN Li: 15-13 finale: W van ROU Popescu: 15-11 |
| Carolin Golubytskyi                                            | floret (v) | 9e        | 1ste ronde: vrij 2de ronde: W van USA Thompson: 13-5 3de ronde: V van JPN Sugawara: 5-6                                                                      |
| Anja Schache                                                   | floret (v) | 17e       | 1ste ronde: vrij 2de ronde: V van RUS Lamonova: 2-15 |
| Katja Wächter                                                  | floret (v) | 5e        | 1ste ronde: W van PER Doig: 15-4 2de ronde: W van ROU Stahl: 15-6 3de ronde: W van FRA Maîtrejean: 15-10 kwartfinale: V van ITA Trillini: 8-15               |
| Carolin Golubytskyi Anja Schache Katja Wächter Melanie Wolgast | floret (v) | 6e        | 1ste ronde: V van Hongarije: 31-35 5-8ste plek: W van Polen: 32-27 5-6de plek: V van China: 28-34                                                            |
| Alexandra Bujdoso                                              | sabel (v)  | 17e       | 1ste ronde: W van CAN Cloutier: 15-2 2de ronde: V van CHN Tan: 6-15                                                                                          |

### Schietsport
| Olympiër             | Discipline                 | Resultaat | Prestatie                                                               |
| -------------------- | -------------------------- | --------- | ----------------------------------------------------------------------- |
| Tino Mohaupt         | 10m luchtgeweer (m)        | 15e       | kwalificatie: 15de met 593 punten (98-99-99-99-99-99)                   |
| Michael Winter       | 10m luchtgeweer (m)        | 36e       | kwalificatie: 36ste met 588 punten (98-99-99-99-99-99)                  |
| Maik Eckhardt        | 50m geweer 3 houdingen (m) | 10e       | kwalificatie: 10de met 1169 punten (398-380-391)                        |
| Michael Winter       | 50m geweer 3 houdingen (m) | 17e       | kwalificatie: 17de met 1166 punten (396-385-385)                        |
| Maik Eckhardt        | 50m geweer liggend (m)     | 24e       | kwalificatie: 24ste met 592 punten (99-100-99-100-97-97)                |
| Michael Winter       | 50m geweer liggend (m)     | 31e       | kwalificatie: 31ste met 590 punten (98-98-98-98-99-99)                  |
| Hans-Jörg Meyer      | 50m pistool (m)            | 13e       | kwalificatie: 13de met 557 punten (93-91-88-95-96-94)                   |
| Florian Schmidt      | 50m pistool (m)            | 29e       | kwalificatie: 29ste met 549 punten (93-91-91-89-91-94)                  |
| Christian Reitz      | 25m snelvuurpistool (m)    | Brons     | kwalificatie: 6de met 579 punten (289-290) finale: 3de met 779,3 punten |
| Ralf Schumann        | 25m snelvuurpistool (m)    | Zilver    | kwalificatie: 5de met 579 punten (288-291) finale: 2de met 779,5 punten |
| Hans-Jörg Meyer      | 10m luchtpistool (m)       | 21e       | kwalificatie: 21ste met 577 punten (95-97-93-98-96-98)                  |
| Florian Schmidt      | 10m luchtpistool (m)       | 38e       | kwalificatie: 38ste met 571 punten (94-96-95-97-93-96)                  |
| Axel Wegner          | skeet (m)                  | 21e       | kwalificatie: 20ste met 115 punten (22-22-25-23-23)                     |
| Tino Wenzel          | skeet (m)                  | 38e       | kwalificatie: 13de met 117 punten (23-22-23-25-24)                      |
| Karsten Bindrich     | trap (m)                   | 7e        | kwalificatie: 7de met 119 punten (24-23-24-25-23)                       |
| Stefan Rüttgeroth    | trap (m)                   | 24e       | kwalificatie: 24ste met 113 punten (24-21-21-24-23)                     |
|                      |                            |           |                                                                         |
| Barbara Lechner      | 10m luchtgeweer (v)        | 17e       | kwalificatie: 17de met 394 punten (98-97-100-99)                        |
| Sonja Pfeilschifter  | 10m luchtgeweer (v)        | 12e       | kwalificatie: 12de met 396 punten (100-100-98-98)                       |
| Barbara Lechner      | 50m geweer 3 houdingen (v) | 9e        | kwalificatie: 9de met 582 punten (192-195-195)                          |
| Sonja Pfeilschifter  | 50m geweer 3 houdingen (v) | 17e       | kwalificatie: 17de met 578 punten (195-189-194)                         |
| Munkhbayar Dorjsuren | 25m pistool (v)            | Brons     | kwalificatie: 2de met 587 punten (292-295) finale: 3de met 789,2 punten |
| Stefanie Thurmann    | 25m pistool (v)            | 23e       | kwalificatie: 23ste met 576 punten (291-285)                            |
| Munkhbayar Dorjsuren | 10m luchtpistool (v)       | 24e       | kwalificatie: 24ste met 379 punten (95-93-97-94)                        |
| Claudia Verdicchio   | 10m luchtpistool (v)       | 10e       | kwalificatie: 10de met 383 punten (93-98-96-96)                         |
| Christine Brinker    | skeet (v)                  | Brons     | kwalificatie: 4de met 70 punten (25-22-23) finale: 3de met 93 punten    |
| Susanne Kiermayer    | trap (v)                   | 8e        | kwalificatie: 8ste met 65 punten (22-21-22)                             |

### Schoonspringen
| Olympiër                      | Discipline              | Resultaat | Prestatie                                                                                             |
| ----------------------------- | ----------------------- | --------- | --- |
| Patrick Hausding              | 3m plank (m)            | 8e        | voorronde: 11de met 451,65 punten halve finale: 5de met 481,50 punten finale: 8ste met 462,05 punten  |
| Pavlo Rozenberg               | 3m plank (m)            | 5e        | voorronde: 16de met 431,65 punten halve finale: 12de met 454,50 punten finale: 5de met 485,60 punten  |
| Patrick Hausding              | 10m toren (m)           | 10e       | voorronde: 17de met 423,40 punten halve finale: 10de met 453,30 punten finale: 10de met 448,30 punten |
| Sascha Klein                  | 10m toren (m)           | 18e       | voorronde: 10de met 453,80 punten halve finale: 18de met 382,85 punten                                |
| Sascha Klein Pavlo Rozenberg  | 3m plank synchroon (m)  | 6e        | 402,84 punten                                                                                         |
| Patrick Hausding Sascha Klein | 10m toren synchroon (m) | Zilver    | 450,42 punten                                                                                         |
|                               |                         |           | |
| Katja Dieckow                 | 3m plank (v)            | 18e       | voorronde: 9de met 302,70 punten halve finale: 18de met 263,00 punten                                 |
| Ditte Kotzian                 | 3m plank (v)            | 15e       | voorronde: 16de met 282,80 punten halve finale: 15de met 292,25 punten                                |
| Annett Gamm                   | 10m toren (v)           | 29e       | voorronde: 29ste met 234,30 punten                                                                    |
| Christin Steuer               | 10m toren (v)           | 19e       | voorronde: 18de met 290,80 punten                                                                     |
| Heike Fischer Ditte Kotzian   | 3m plank synchroon (v)  | Brons     | 318,90 punten                                                                                         |
| Annett Gamm Nora Subschinski  | 10m toren synchroon (v) | 4e        | 310,29 punten                                                                                         |

### Taekwondo
| Olympiër           | Discipline | Resultaat | Prestatie |
| ------------------ | ---------- | --------- | --- |
| Levent Tuncat      | -58kg (m)  | 11e       | 1ste ronde: V van AFG Nikpai: 3-4 |
| Daniel Manz        | -68kg (m)  | 5e        | 1ste ronde: W van KGZ Abduraim: 1-0 kwartfinale: V van USA Lopez: 1-3 herkansingen: W van AFG Bahave: 4-3 bronzen finale: V van TPE Sung: 3-4 |
|                    |            |           | |
| Sümeyye Gülec-Manz | -49kg (v)  | 11e       | 1ste ronde: V van VEN Contreras: 3-4 |
| Helena Fromm       | -67kg (v)  | 9e        | 1ste ronde: W van GUI Barry: 6-1 kwartfinale: V van PUR Ocasio: 0-2                                                                           |

### Tafeltennis
| Olympiër                                   | Discipline    | Resultaat | Prestatie |
| ------------------------------------------ | ------------- | --------- | --- |
| Timo Boll                                  | enkelspel (m) | 9e        | voorronde: vrij 1ste ronde: vrij 2de ronde: vrij 3de ronde: W van PRK Kim: 4-1 (13-11, 11-3, 11-4, 10-12, 11-8) 4de ronde: V van KOR Oh: 1-4 (9-11, 4-11, 9-11, 11-8, 4-11)               |
| Dimitrij Ovtcharov                         | enkelspel (m) | 9e        | voorronde: vrij 1ste ronde: vrij 2de ronde: vrij 3de ronde: W van ROU Crisan: 4-3 (8-11, 7-11, 11-7, 11-9, 11-6, 10-12, 11-8) 4de ronde: V van HKG Ko: 1-4 (4-11, 7-11, 4-11, 11-1, 1-11) |
| Christian Süß                              | enkelspel (m) | 17e       | voorronde: vrij 1ste ronde: vrij 2de ronde: W van HUN Jakab: 4-1 (11-7, 4-11, 11-8, 11-8, 11-8) 3de ronde: V van BLR Samsonov: 0-4 (13-15, 6-11, 9-11, 4-11)                              |
| Timo Boll Dimitrij Ovtcharov Christian Süß | team (m)      | Zilver    | groep B: 1ste W van Kroatië: 3-0 W van Singapore: 3-1 W van Canada: 3-0 halve finale: W van Japan: 3-2 finale: V van China: 0-3                                                           |
|                                            |               |           | |
| Elke Schall-Wosik                          | enkelspel (v) | 33e       | voorronde: vrij 1ste ronde: vrij 2de ronde: V van TUR Hu: 2-4 (6-11, 11-6, 10-12, 6-11, 11-6, 7-11)                                                                                       |
| Jiaduo Wu                                  | enkelspel (v) | 17e       | voorronde: vrij 1ste ronde: vrij 2de ronde: vrij 3de ronde: V van AUT Li: 3-4 (9-11, 12-10, 11-6, 8-11, 11-3, 9-11, 9-11)                                                                 |
| Zhenqi Barthel Elke Schall-Wosik Jiaduo Wu | team (v)      | 9e        | groep C: 4de V van Hongkong: 0-3 V van Roemenië: 0-3 V van Polen: 1-3 |

### Tennis
| Olympiër                        | Discipline     | Resultaat | Prestatie |
| ------------------------------- | -------------- | --------- | --- |
| Nicolas Kiefer                  | enkelspel (m)  | 9e        | 1ste ronde: W van BLR Mirnyi: 6-3, 6-1 2de ronde: W van RSA Anderson: 6-4, 6-7(4), 6-4 3de ronde: V van FRA Mathieu: 3-6, 5-7 |
| Rainer Schüttler                | enkelspel (m)  | 17e       | 1ste ronde: W van JPN Nishikori: 6-4, 5-7, 6-3 2de ronde: V van SRB Djokovic: 4-6, 2-6                                        |
| Nicolas Kiefer Rainer Schüttler | dubbelspel (m) | 17e       | 1ste ronde: V van AUT Knowle/Melzer: 7-6(3), 3-6, 1-6                                                                         |

### Triatlon
| Olympiër           | Discipline | Resultaat | Prestatie  |
| ------------------ | ---------- | --------- | ---------- |
| Jan Frodeno        | mannen     | Goud      | 1:48.53,26 |
| Christian Prochnow | mannen     | 15e       | 1:50.33,90 |
| Daniel Unger       | mannen     | 6e        | 1:49.43,78 |
|                    |            |           |            |
| Anja Dittmer       | vrouwen    | 33e       | 2:05.45,86 |
| Ricarda Lisk       | vrouwen    | 15e       | 2:02.07,75 |
| Christiane Pilz    | vrouwen    | 26e       | 2:03.46,82 |

### Voetbal
| Olympiër | Discipline | Resultaat | Prestatie |
| --- | ---------- | --------- | --- |
| Nadine Angerer Fatmire Bajramaj Saskia Bartusiak Melanie Behringer Linda Bresonik Kerstin Garefrekes Ariane Hingst Ursula Holl Annike Krahn Simone Laudehr Renate Lingor Anja Mittag Célia Okoyino da Mbabi Babett Peter Conny Pohlers Birgit Prinz Sandra Smisek Kerstin Stegemann | vrouwen    | Brons     | groepsfase: G van Brazilië 0-0 W van Nigeria: 1-0 W van Noord-Korea: 1-0 kwartfinale: W van Zweden: 2-0 (nv) halve finale: V van Brazilië: 1-4 bronzen finale: W van Japan: 2-0 |

| Groep B |           |             |             |             |             |            |            |            |        |
| #       | Land      | Wedstrijden | Wedstrijden | Wedstrijden | Wedstrijden | Doelpunten | Doelpunten | Doelpunten | Punten |
| #       | Land      | G           | W           | G           | V           | V          | T          | Saldo      | Punten |
| 1       | Brazilië  | 3           | 2           | 1           | 0           | 5          | 2          | +3         | 7      |
| 2       | Duitsland | 3           | 2           | 1           | 0           | 2          | 0          | +2         | 7      |
| 3       | Pakistan  | 3           | 1           | 0           | 2           | 2          | 3          | -1         | 3      |
| 4       | Nigeria   | 3           | 0           | 0           | 3           | 1          | 5          | -4         | 0      |

| Ronde          | Datum    | Plaats      | Land | Score     | Land |
| -------------- | -------- | ----------- | ---- | --------- | ---- |
| Groepsfase     |          |             |      |           |      |
| 6 augustus     | Shenyang | Duitsland   | 0-0  | Brazilië  |      |
| 9 augustus     | Shenyang | Nigeria     | 0-1  | Duitsland |      |
| 12 augustus    | Tianjin  | Noord-Korea | 0-1  | Duitsland |      |
| Kwartfinale    |          |             |      |           |      |
| 15 augustus    | Shenyang | Zweden      | 0-2  | Duitsland |      |
| Halve finale   |          |             |      |           |      |
| 18 augustus    | Shanghai | Brazilië    | 4-1  | Duitsland |      |
| Bronzen finale |          |             |      |           |      |
| 21 augustus    | Peking   | Duitsland   | 2-0  | Japan     |      |

### Volleybal

#### Beach
| Olympiër                         | Discipline | Resultaat | Prestatie |
| -------------------------------- | ---------- | --------- | --- |
| Julius Brink Christoph Dieckmann | mannen     | 19e       | groep F: 4de W van JPN Asahi/Shiratori: 2-0 (21-18, 21-18) V van USA Gibb/Rosenthal: 0-2 (15-21, 13-21) V van NED Boersma/Ronnes: 0-2 (16-21, 20-22) |
| David Klemperer Eric Koreng      | mannen     | 5e        | groep E: 3de W van NOR Kjemperud/Skarlund: 2-1 (19-21, 22-20, 15-7) V van SUI Laciga/Schnider: 0-2 (15-21, 15-21) V van NED Nummerdor/Schuil: 0-2 (16-21, 16-21) W van NED Boersma/Ronnes: 2-0 (21-16, 27-25) 2de ronde: W van CHN Wu/Xu: 2-0 (21-15, 21-18) kwartfinale: V van USA Dalhausser/Rogers: 0-2 (13-21, 23-25) |
|                                  |            |           | |
| Sara Goller Laura Ludwig         | vrouwen    | 9e        | groep D: 2de W van RSA Augoustides/Nel: 2-0 (21-11, 21-14) V van CHN Xue/Zhang: 0-2 (14-21, 18-21) W van GRE Koutroumanidou/Tsuiertsiani: 2-0 (24-22, 21-12) 2de ronde: V van AUT Schwaiger/S Schwaiger: 1-2 (21-23, 21-11, 16-18)                                                                                        |
| Stephanie Pohl Okka Rau          | vrouwen    | 5e        | groep E: 2de W van CUB Crespo/Ribalta: 2-0 (21-17, 21-19) V van USA Branagh/Youngs: 0-2 (17-21, 16-21) W van NED Kadijk/Mooren: 2-0 (21-19, 21-28) 2de ronde: V van BRA Connelly/França: 0-2 (18-21, 14-21) |

#### Indoor
| Olympiër | Discipline | Resultaat | Prestatie |
| --- | ---------- | --------- | --- |
| Marcus Popp Simon Tischer Björn Andrae Mark Siebeck Marcus Böhme Stefan Hübner Jochen Schöps Frank Dehne Christian Pampel Ralph Bergmann Robert Kromm Thomas Kröger | mannen     | 19e       | groep B: 5de V van Polen: 0-3 (17-25, 31-33, 20-25) V van Rusland: 2-3 (27-25, 21-25, 25-21, 23-25, 14-16) W van Egypte: 3-0 (29-27, 25-21, 25-21) V van Servië: 1-3 (21-25, 25-27, 26-24, 23-25) V van Brazilië: 0-3 (22-25, 21-25, 23-25) |

| Groep B |           |             |             |             |             |             |             |        |        |        |        |
| #       | Land      | Wedstrijden | Wedstrijden | Wedstrijden | Wedstrijden | Wedstrijden | Wedstrijden | Punten | Punten | Punten | Punten |
| #       | Land      | G           | W           | V           | SW          | SV          | SR          | SPW    | SPL    | Saldo  | Punten |
| 1       | Brazilië  | 5           | 4           | 1           | 13          | 4           | +9          | 427    | 373    | +54    | 9      |
| 2       | Rusland   | 5           | 4           | 1           | 14          | 7           | +7          | 496    | 447    | +49    | 9      |
| 3       | Polen     | 5           | 4           | 1           | 12          | 6           | +6          | 434    | 404    | +30    | 9      |
| 4       | Servië    | 5           | 2           | 3           | 9           | 10          | -1          | 440    | 439    | +1     | 7      |
| 5       | Duitsland | 5           | 1           | 4           | 6           | 12          | -6          | 418    | 440    | -22    | 6      |
| 6       | Egypte    | 5           | 0           | 5           | 0           | 15          | -15         | 267    | 379    | -112   | 5      |

| Ronde       | Datum  | Plaats    | Land | Score     | Land |
| ----------- | ------ | --------- | ---- | --------- | ---- |
| Groepsfase  |        |           |      |           |      |
| 10 augustus | Peking | Polen     | 3-0  | Duitsland |      |
| 12 augustus | Peking | Rusland   | 3-2  | Duitsland |      |
| 14 augustus | Peking | Duitsland | 3-0  | Egypte    |      |
| 16 augustus | Peking | Servië    | 3-1  | Duitsland |      |
| 18 augustus | Peking | Duitsland | 0-3  | Brazilië  |      |

### Waterpolo
| Olympiër | Discipline | Resultaat | Prestatie |
| --- | ---------- | --------- | --- |
| Alexander Tchigir Florian Naroska Julian Real Marko Savić Marko Stamm Marc Politze Heiko Nossek Thomas Schertwitis Tobias Kreuzmann Moritz Oeler Andreas Schlotterbeck Sören Mackeben Michael Zellmer | mannen     | 10e       | groep B: 4de V van Servië: 7-11 W van China: 6-5 V van Kroatië: 5-13 W van Italië: 8-7 V van Verenigde Staten: 7-8 7-10de plek: V van Griekenland: 9-13 9-10de plek: V van Italië: 8-10 |

| Groep B |                  |             |             |             |             |        |        |        |        |
| #       | Land             | Wedstrijden | Wedstrijden | Wedstrijden | Wedstrijden | Punten | Punten | Punten | Punten |
| #       | Land             | G           | W           | G           | V           | V      | T      | Saldo  | Punten |
| 1       | Verenigde Staten | 5           | 4           | 0           | 1           | 37     | 31     | +6     | 8      |
| 2       | Kroatië          | 5           | 4           | 0           | 1           | 56     | 31     | +25    | 8      |
| 3       | Servië           | 5           | 3           | 0           | 2           | 50     | 38     | +12    | 6      |
| 4       | Duitsland        | 5           | 2           | 0           | 3           | 33     | 44     | -11    | 4      |
| 5       | Italië           | 5           | 2           | 0           | 3           | 57     | 50     | +7     | 4      |
| 6       | China            | 5           | 0           | 0           | 5           | 25     | 64     | -39    | 0      |

| Ronde       | Datum  | Plaats           | Land | Score       | Land |
| ----------- | ------ | ---------------- | ---- | ----------- | ---- |
| Groepsfase  |        |                  |      |             |      |
| 10 augustus | Peking | Servië           | 11-7 | Duitsland   |      |
| 12 augustus | Peking | Duitsland        | 6-5  | China       |      |
| 14 augustus | Peking | Kroatië          | 13-5 | Duitsland   |      |
| 16 augustus | Peking | Duitsland        | 8-7  | Italië      |      |
| 18 augustus | Peking | Verenigde Staten | 8-7  | Duitsland   |      |
| 7-10de plek |        |                  |      |             |      |
| 16 augustus | Peking | Duitsland        | 9-13 | Griekenland |      |
| 9-10de plek |        |                  |      |             |      |
| 22 augustus | Peking | Italië           | 10-8 | Duitsland   |      |

### Wielersport
| Olympiër                                 | Discipline                    | Resultaat | Prestatie |
| Baan                                     | Baan                          | Baan      | Baan |
| ---------------------------------------- | ----------------------------- | --------- | --- |
| Maximilian Levy                          | sprint (m)                    | 4e        | kwalificatie: 6de in 10,199 1ste ronde: W van NED Mulder: 10,840 2de ronde: W van AUS Bayley: 10,763 kwartfinale: W van NED Mulder: 2-0 halve finale: V van GBR Kenny: 0-2 bronzen finale: V van FRA Bourgain: 1-2 |
| Stefan Nimke                             | sprint (m)                    | 9e        | kwalificatie: 3de in 10,064 1ste ronde: W van CHN Zhang: 10,828 2de ronde: V van NED Mulder: 10,888 2de ronde herkansingen: 3de 9-12de plek: 1ste                                                                  |
| Carsten Bergemann                        | keirin (m)                    | 5e        | 1ste ronde: 5de 2de ronde: 3de finale: 5de |
| Maximilian Levy                          | keirin (m)                    | 13e       | 1ste ronde: 7de herkansingen: 2de |
| Roger Kluge                              | puntenkoers (m)               | Zilver    | 58 punten op 2 ronden |
| Roger Kluge Olaf Pollack                 | ploegkoers (m)                | 5e        | 15 punten op 1 ronde |
| René Enders Maximilian Levy Stefan Nimke | sprint team (m)               | Brons     | kwalificatie: 3de in 44,197 1ste ronde: W van Japan: 43,699 bronzen finale: W van Australië: 44,014 |
|                                          |                               |           | |
| Verena Jooß                              | individuele achtervolging (v) | 11e       | kwalificatie: 11de in 3.34,480 |
| Verena Jooß                              | puntenkoers (v)               | DNF       | niet gefinisht |
| Mountainbike                             |                               |           | |
| Manuel Fumic                             | mannen                        | 11e       | 2:01.16 |
| Wolfram Kurschat                         | mannen                        | 33e       | op 2 ronden |
| Moritz Milatz                            | mannen                        | 16e       | 2:02.59 |
|                                          |                               |           | |
| Adelheid Morath                          | vrouwen                       | 18e       | 2:02.25 |
| Sabine Spitz                             | vrouwen                       | Goud      | 1:45.11 |
| Weg                                      |                               |           | |
| Bert Grabsch                             | tijdrit (m)                   | 14e       | 1:05.26 |
| Stefan Schumacher                        | tijdrit (m)                   | 13e       | 1:05.25 |
| Gerald Ciolek                            | wegwedstrijd (m)              | DNF       | niet gefinisht |
| Bert Grabsch                             | wegwedstrijd (m)              | DNF       | niet gefinisht |
| Stefan Schumacher                        | wegwedstrijd (m)              | DNF       | niet gefinisht |
| Jens Voigt                               | wegwedstrijd (m)              | DNF       | niet gefinisht |
| Fabian Wegmann                           | wegwedstrijd (m)              | 21e       | 6:26.17 |
|                                          |                               |           | |
| Judith Arndt                             | tijdrit (v)                   | 6e        | 35.59,77 |
| Hanka Kupfernagel                        | tijdrit (v)                   | 11e       | 36.35,05 |
| Judith Arndt                             | wegwedstrijd (v)              | 41e       | 3:33.51 |
| Hanka Kupfernagel                        | wegwedstrijd (v)              | 39e       | 3:33.25 |
| Trixi Worrack                            | 20e                           | 3:32.52   | |

### Worstelen
| Olympiër             | Discipline  | Resultaat   | Prestatie |
| Vrije stijl          | Vrije stijl | Vrije stijl | Vrije stijl |
| -------------------- | ----------- | ----------- | --- |
| Davyd Bichinashvili  | -84kg (m)   | 5e          | kwalificatie: vrij 1ste ronde: V van GEO Mindorashvili: 1-3 herkansingen: W van ARM Yenoykan: 3-1 bronzen finale: V van RUS Ketoyev: 1-3                |
| Stefan Kehrer        | -96kg (m)   | 13e         | kwalificatie: vrij 1ste ronde: V van TUR Koç: 1-3 |
|                      |             |             | |
| Alexandra Engelhardt | -48kg (v)   | 14e         | kwalificatie: vrij 1ste ronde: V van KAZ Amanzhol: 0-3                                                                                                  |
| Anita Schätzle       | -72kg (v)   | 7e          | 1ste ronde: W van FRA Prieto: 5-0 kwartfinale: V van POL Wieszczek: 1-3                                                                                 |
| Grieks-Romeins       |             |             | |
| Marcus Thätner       | -66kg (m)   | 18e         | kwalificatie: vrij 1ste ronde: V van KAZ Bayakhmetov: 1-3                                                                                               |
| Konstantin Schneider | -74kg (m)   | 9e          | kwalificatie: vrij 1ste ronde: W van ALG Zeghdane: 3-1 kwartfinale: V van GEO Kvirkvelia: 0-3 herkansingen: V van FRA Guénot: 1-3                       |
| Mirko Englich        | -96kg (m)   | Zilver      | kwalificatie: vrij 1ste ronde: W van KOR Han: 3-1 kwartfinale: W van ALB Guri: 3-1 halve finale: W van USA Wheeler: 3-1 finale: V van RUS Khushtov: 0-3 |

### Zeilen
| Olympiër                              | Discipline       | Resultaat | Prestatie                                 |
| ------------------------------------- | ---------------- | --------- | ----------------------------------------- |
| Ingo Borkowski Marc Aurel Pickel      | star (m)         | 7e        | 70 punten: (2-14-1-8-3-8-14-10-6-10-8)    |
|                                       |                  |           |                                           |
| Petra Niemann                         | laser radial (v) | 15e       | 109 punten: (20-20-19-8-BFD-7-4-17-14)    |
| Vivien Kussatz Stefanie Rothweiler    | 470 (v)          | 9e        | 90 punten: (7-6-11-9-5-12-OCS-8-8-12-12)  |
| Julia Bleck Ute Höpfner Ulli Schümann | yngling (v)      | 4e        | 56 punten: (8-7-7-11-11-3-5-13-4)         |
|                                       |                  |           |                                           |
| Hannes Peckolt Jan Peter Peckolt      | 49er             | Brons     | 66 punten: (16-6-11-6-3-2-2-12-4-5-4-7-4) |
| Johannes Polgar Florian Spalteholz    | tornado          | 8e        | 74 punten: (10-7-11-5-6-1-5-13-4-3-DNF)   |

### Zwemmen
| Olympiër                                                        | Discipline                  | Resultaat | Prestatie                                                                       |
| --------------------------------------------------------------- | --------------------------- | --------- | ------------------------------------------------------------------------------- |
| Steffen Deibler                                                 | 50m vrije slag (m)          | 38e       | serie 13: 8ste in 22,67                                                         |
| Rafed El-Masri                                                  | 50m vrije slag (m)          | 14e       | serie 12: 4de in 21,96 halve finale 1: 8ste in 22,09                            |
| Steffen Deibler                                                 | 100m vrije slag (m)         | 33e       | serie 9: 8ste in 49,39                                                          |
| Paul Biedermann                                                 | 200m vrije slag (m)         | 33e       | serie 7: 1ste in 1.47,09 halve finale 2: 4de in 1.46,41 finale: 5de in 1.46,00  |
| Paul Biedermann                                                 | 400m vrije slag (m)         | 18e       | serie 3: 6de in 3.48,03                                                         |
| Helge Meeuw                                                     | 100m rugslag (m)            | 19e       | serie 5: 6de in 54,88                                                           |
| Thomas Rupprath                                                 | 100m rugslag (m)            | 33e       | serie 6: 8ste in 55,77                                                          |
| Helge Meeuw                                                     | 200m rugslag (m)            | 9e        | serie 5: 4de in 1.58,42 halve finale 2: 5de in 1.56,85                          |
| Thomas Rupprath                                                 | 100m vlinderslag (m)        | 44e       | serie 7: 8ste in 53,56                                                          |
| Benjamin Starke                                                 | 100m vlinderslag (m)        | 41e       | serie 9: 8ste in 53,50                                                          |
| Markus Deibler                                                  | 200m wisselslag (m)         | 40e       | serie 3: 8ste in 2.04,54                                                        |
| Paul Biedermann Markus Deibler Jens Schreiber Benjamin Starke   | 4x100m vrije slag (m)       | 15e       | serie 1: 8ste in 3.17,99                                                        |
| Paul Biedermann Stefan Herbst Christian Kubusch Benjamin Starke | 4x200m vrije slag (m)       | 12e       | serie 1: 7de in 7.13,92                                                         |
| Thomas Lurz                                                     | 10km open water zwemmen (m) | Brons     | 1:51.53,6                                                                       |
|                                                                 |                             |           |                                                                                 |
| Petra Dallmann                                                  | 50m vrije slag (v)          | 25e       | serie 10: 7de in 25,43                                                          |
| Britta Steffen                                                  | 50m vrije slag (v)          | Goud      | serie 12: 2de in 24,90 halve finale 1: 1ste in 24,43 finale: 1ste in 24,06 (OR) |
| Petra Dallmann                                                  | 100m vrije slag (v)         | 13e       | serie 6: 6de in 54,70 halve finale 1: 7de in 55,05                              |
| Britta Steffen                                                  | 100m vrije slag (v)         | Goud      | serie 6: 2de in 53,67 halve finale 1: 3de in 53,96 finale: 1ste in 53,12 (OR)   |
| Petra Dallmann                                                  | 200m vrije slag (v)         | 24e       | serie 5: 7de in 2.00,21                                                         |
| Annika Lurz                                                     | 200m vrije slag (v)         | 22e       | serie 4: 8ste in 1.59,98                                                        |
| Jaana Ehmcke                                                    | 400m vrije slag (v)         | 25e       | serie 6: 7de in 4.15,15                                                         |
| Jaana Ehmcke                                                    | 800m vrije slag (v)         | 25e       | serie 4: 6de in 8.39,51                                                         |
| Antje Buschschulte                                              | 100m rugslag (v)            | 15e       | serie 5: 3de in 1.00,48 halve finale 2: 7de in 1.01,15                          |
| Christin Zenner                                                 | 100m rugslag (v)            | 42e       | serie 6: 8ste in 1.03,87                                                        |
| Christin Zenner                                                 | 200m rugslag (v)            | 34e       | serie 2: 7de in 2.20,28                                                         |
| Sarah Poewe                                                     | 100m schoolslag (v)         | 20e       | serie 6: 6de in 1.08,69                                                         |
| Sonja Schöber                                                   | 100m schoolslag (v)         | 36e       | serie 7: 8ste in 1.11,36                                                        |
| Anne Poleska                                                    | 200m schoolslag (v)         | 10e       | serie 5: 5de in 2.26,74 halve finale 1: 6de in 2.26,71                          |
| Daniela Samulski                                                | 200m vlinderslag (v)        | 39e       | serie 7: 8ste in 1.00,37                                                        |
| Katharina Schiller                                              | 200m wisselslag (v)         | 30e       | serie 4: 8ste in 2.18,00                                                        |
| Sonja Schöber                                                   | 200m wisselslag (v)         | 34e       | serie 5: 8ste in 2.20,18                                                        |
| Katharina Schiller                                              | 400m wisselslag (v)         | 33e       | serie 2: 7de in 4.51,52                                                         |
| Antje Buschschulte Meike Freitag Daniela Götz Britta Steffen    | 4x100m vrije slag (v)       | 5e        | serie 1: 2de in 3.37,52 finale: 5de in 3.36,85                                  |
| Petra Dallmann Meike Freitag Annika Lurz Daniela Samulski       | 4x200m vrije slag (v)       | 12e       | serie 1: 6de in 7.58,11                                                         |
| Antje Buschschulte Sarah Poewe Daniela Samulski Britta Steffen  | 4x100m wisselslag (v)       | 9e        | serie 1: 4de in 4.02,53                                                         |
| Angela Maurer                                                   | 10km open water zwemmen (v) | 4e        | 1:59.51,39                                                                      |

Afghanistan · Albanië · Algerije · Amerikaanse Maagdeneilanden · Amerikaans-Samoa · Andorra · Angola · Antigua en Barbuda · Argentinië · Armenië · Aruba · Australië · Azerbeidzjan · Bahama's · Bahrein · Bangladesh · Barbados · België · Belize · Benin · Bermuda · Bhutan · Bolivia · Bosnië en Herzegovina · Botswana · Brazilië · Britse Maagdeneilanden · Bulgarije · Burkina Faso · Burundi · Cambodja · Canada · Centraal-Afrikaanse Republiek · Chili · China · Chinees Taipei · Colombia · Comoren · Congo-Brazzaville · Congo-Kinshasa · Cookeilanden · Costa Rica · Cuba · Cyprus · Denemarken · Djibouti · Dominica · Dominicaanse Republiek · Duitsland · Ecuador · Egypte · El Salvador · Equatoriaal-Guinea · Eritrea · Estland · Ethiopië · Fiji · Filipijnen · Finland · Frankrijk · Gabon · Gambia · Georgië · Ghana · Grenada · Griekenland · Groot-Brittannië · Guam · Guatemala · Guinee · Guinee‑Bissau · Guyana · Haïti · Honduras · Hongarije · Hongkong · Ierland · IJsland · India · Indonesië · Irak · Iran · Israël · Italië · Ivoorkust · Jamaica · Japan · Jemen · Jordanië · Kaaimaneilanden · Kaapverdië · Kameroen · Kazachstan · Kenia · Kirgizië · Kiribati · Koeweit · Kroatië · Laos · Lesotho · Letland · Libanon · Liberia · Libië · Liechtenstein · Litouwen · Luxemburg · Macedonië · Madagaskar · Malawi · Malediven · Maleisië · Mali · Malta · Marshalleilanden · Marokko · Mauritanië · Mauritius · Mexico · Micronesië · Moldavië · Monaco · Mongolië · Montenegro · Mozambique · Myanmar · Namibië · Nauru · Nederland · Nederlandse Antillen · Nepal · Nicaragua · Nieuw-Zeeland · Niger · Nigeria · Noord-Korea · Noorwegen · Oeganda · Oekraïne · Oezbekistan · Oman · Oostenrijk · Oost‑Timor · Pakistan · Palau · Palestina · Panama · Papoea-Nieuw-Guinea · Paraguay · Peru · Polen · Portugal · Puerto Rico · Qatar · Roemenië · Rusland · Rwanda · Saint Kitts en Nevis · Saint Lucia · Saint Vincent en Grenadines · Salomonseilanden · Samoa · San Marino · Sao Tomé en Principe · Saoedi-Arabië · Senegal · Servië · Seychellen · Sierra Leone · Singapore · Slovenië · Slowakije · Soedan · Somalië · Spanje · Sri Lanka · Suriname · Swaziland · Syrië · Tadzjikistan · Tanzania · Thailand · Togo · Tonga · Trinidad en Tobago · Tsjaad · Tsjechië · Tunesië · Turkije · Turkmenistan · Tuvalu · Uruguay · Vanuatu · Venezuela · Verenigde Arabische Emiraten · Verenigde Staten · Vietnam · Wit-Rusland · Zambia · Zimbabwe · Zuid-Afrika · Zuid-Korea · Zweden · Zwitserland
Uitgesloten van deelname: Brunei